# Auximella subdifficilis
Espèce
Synonymes
- Lathys subdifficile Mello-Leitão, 1920

Auximella subdifficilis est une espèce d'araignées aranéomorphes de la famille des Macrobunidae.

## Distribution
Cette espèce est endémique de l'État de Rio de Janeiro au Brésil,. Elle se rencontre vers Piraí et Pinheiral.

## Description
La femelle holotype mesure 5 mm.

## Systématique et taxinomie
Cette espèce a été décrite sous le protonyme Lathys subdifficile par en Mello-Leitão, 1920. Elle est placée dans le genre Notolathys par Mello-Leitão en 1926 puis dans le genre Auximella par Lehtinen en 1967.

## Publication originale
- Mello-Leitão, 1920 : « Algumas aranhas novas. » Revista da Sociedade Brasileira de Sciencias, vol. 3, p. 169-176.